# Palazuelos de Eresma
Palazuelos de Eresma is een gemeente in de Spaanse provincie Segovia in de regio Castilië en León met een oppervlakte van 36,70 km². Palazuelos de Eresma telt 5.052 inwoners (1 januari 2016).